# Im Prater blüh’n wieder die Bäume (1958)
Im Prater blüh’n wieder die Bäume (Untertitel: Der Erbprinz) ist ein österreichischer Liebesfilm von Hans Wolff aus dem Jahr 1958. Er beruht auf dem Bühnenstück Die Sachertorte von Siegfried Geyer und Rudolf Österreicher. Die Hauptrollen sind mit Johanna Matz und Gerhard Riedmann besetzt.

## Handlung
Wien zur Kaiserzeit: In der Wohnung der Balletttänzerin Mizzi Starek findet eine große Feier statt, während der der verheiratete Baron Lazi Köröshazi für Mizzi zu schwärmen beginnt. Hofrat Härtl von der gegenüberliegenden Wohnung verbittet sich bald den Lärm, die Feier findet so ein plötzliches Ende. Am nächsten Tag treffen Härtl, Mizzi und Härtls Tochter Lixie auf dem Hausflur zusammen und entschuldigen sich für ihr Verhalten am Vorabend. Lixie und Mizzi lernen sich kennen und verstehen sich gut. Kurze Zeit später eilt Mizzi in äußerster Not zu Lixies Wohnung. Baron Lazi war für ein Rendezvous zu ihr gekommen, doch ist ihm seine Ehefrau Ilona gefolgt und wartet nun in einer Kutsche vor dem Haus auf sein Erscheinen. Wenn statt Mizzi nun die unschuldige Lixie den Baron vor die Tür brächte, könnte er seinen Besuch im Haus als Aufwartung an den Vater, den Hofrat, begründen. Lixie willigt ein und kann Ilona tatsächlich davon überzeugen, dass ihr Mann keine Affäre hatte. Ilona ist von Lixie entzückt, so dass sie sie zu einer Kutschenfahrt einlädt. Ilona, Lazi und Lixie machen dabei in einem Café Halt, wo Lixie dem Erzherzog Peter Ferdinand auffällt. Er würde die junge Frau gerne wiedersehen. Baron und Baronin kehren mit Lixie wenig später im Hotel Sacher ein und laden Lixie zur Galavorführung in der Reitschule ein, die am Abend stattfinden soll. Ilona lässt ihr ein Kleid für den Abend bringen.
Lixie wartet im Schreibzimmer des Hotels Sacher auf das Kleid und verfasst einen Brief. Kurz zuvor hatte sie ein Gespräch mit ihrem Freund, dem Komponisten Toni Reitmeier, der ihr Klavierstunden gibt. Er ist sehr talentiert, jedoch unglücklich, da er keine Protektion hat. So gelingt es ihm nicht, eine Anstellung in der Wiener Oper zu erhalten. Enrico Caruso, der gerade im Hotel Sacher residiert, konnte ihm kein Empfehlungsschreiben mitgeben, da er seinen Schreibwunsch als Autogrammwunsch missverstand. Lixie weiß nicht, wie sie ihm helfen soll. Zufällig kehrt im Hotel Sacher auch Stammgast Peter Ferdinand ein, der in einem Vorraum des Schreibzimmers seinen Wein trinken will. So treffen sich der Erzherzog und Lixie wieder. Peter Ferdinand ist begeistert und ändert sein Programm für den Abend, als Lixie ihm gesteht, nur an diesem einen Tag für ein Essen frei zu sein. Peter Ferdinand will sich abends von der Galavorführung der Reitschule wegstehlen, um mit Lixie im Hotel Sacher essen zu können. Die wiederum erkennt, dass er ein einfaches Mädchen für seine Abendgestaltung haben will. Sie stellt sich ihm daher als Balletttänzerin Mizzi Starek vor.
Am Abend erscheint der Erzherzog verspätet zur Galavorstellung und geht von allen Anwesenden bemerkt auch deutlich vorzeitig. Er eilt zu Lixie und beide verbringen einen langen Abend gemeinsam. Lixie berichtet Peter Ferdinand von ihrem „Bruder“ Toni, der Talent, aber keine Protektion habe. Heimlich lässt der Erzherzog nach ihm schicken, bevor er mit Lixie Bruderschaft trinkt. Beide kommen sich näher und küssen sich, als plötzlich Toni angekündigt wird. Er erfasst schnell, was sich Lixie ausgedacht hat, kann das Spiel jedoch nicht lange mitspielen. Er brauche keine Protektion, entfährt es ihm; zudem heiße er auch nicht Starek und sei auch nicht der Bruder. Toni geht und der Erzherzog fühlt sich zum Narren gehalten. Lixie gesteht ihm nun, dass sie eine Hofratstochter sei – für den Erzherzog kann sie aufgrund ihrer Herkunft nun kein schnelles Abenteuer mehr sein. Er erkennt, dass er sich wirklich in sie verliebt hat und beide verlassen das Hotel Sacher. Sie fahren mit der Kutsche durch Wien und tanzen am Ende im Regen. Mit nassen Sachen enden beide in den Räumlichkeiten des Erzherzogs. Lixie übernachtet hier, wobei sie und den Erzherzog ein Paravent trennt.
Am nächsten Morgen ist Lixie wieder zu Hause, als wäre nichts geschehen. Sie weint sich bei Mizzi aus, doch tröstet sie die junge Frau: Den Mann ihres Lebens zu treffen, sei ein Glück, das nicht jeder Frau widerfahre, auch wenn dieser am Ende unerreichbar bleibe.
Für Erzherzog Peter Ferdinand hat die Nacht größere Folgen. Sein Verlassen der Veranstaltung wurde diplomatisch gedeutet, sodass zahlreiche Staatsoberhäupter demonstrativ aus Wien abgereist sind und Protestnoten verabschiedet haben. Der Vater des Erzherzogs ist erbost und droht mit einer Strafversetzung des Sohnes. Zudem geht das Gerücht um, dass Peter Ferdinand die Nacht mit der Gattin eines Ministers verbracht habe. Dies leugnet er zwar, kann jedoch Lixies Namen nicht nennen. Mizzi hilft Lixie und dem Erzherzog, hat sie bei Lixie doch etwas gutzumachen. Sie übernimmt Lixies Rolle und der Erzherzog darf nun behaupten, mit Balletttänzerin Mizzi die Nacht verbracht zu haben. Diese Liaison wird akzeptiert und der Erzherzog auf einen etwas besseren Posten strafversetzt. Alle in den Fall verwickelten Personen erhalten vom Erzherzog bessere Titel und Mizzi eine Abfindung, die es ihr ermöglicht, das Tanzen aufzugeben und eine Boutique zu eröffnen. Das Protektionsschreiben des Erzherzogs wiederum öffnet Toni alle Türen: Er wird an der Oper als dritter Korrepetitor angestellt. Er hat zudem erkannt, dass Lixie sich auch für ihn eingesetzt hat und beide versöhnen sich beim Blumenkorso im Prater.

## Produktion

### Produktionsnotizen
Der Agfacolor-Film der Paula Wessely Filmproduktion Wien wurde im Atelier Sievering in Wien gedreht. Die Kostüme schufen Fred Adlmüller und Hill Reihs-Gromes, die Filmbauten stammen von Fritz Mögle und Heinz Ockermüller.

### Filmmusik
In der Filmmusik verarbeitete Robert Stolz zahlreiche seiner populär gewordenen früheren Kompositionen, die den Erfolg des Filmes begründeten, darunter das titelgebende Wienerlied Im Prater blühn wieder die Bäume (Text: Kurt Robitschek) von 1916. Insgesamt enthält der Film in der Person des Toni Reitmeier autobiographische Elemente, so seine frühere Korrepetitorentätigkeit wie auch sein Kompositionsstudium bei Robert Fuchs (Zitat: „Der Professor ist eine Berühmtheit!“).

## Rezeption

### Veröffentlichung
Der Film erlebte am 1. August 1958 im Theater am Karlstor und dem Film-Eck in München sowie im Palast-Theater in Stuttgart seine Premiere. Im Vorspann heißt es: „Eine bittersüsse Liebesgeschichte aus dem alten Wien“ und im Nachspann: „Das war eine alte Geschichte – doch bleibt sie ewig neu …“
Am 5. Oktober 1959 wurde der Film in Dänemark unter dem Titel I Wien mellem blomstrende ranker veröffentlicht. Der englische Titel lautet Trees Are Blooming in Vienna.
Am 7. November 2008 erschien der Film zusammen mit Premiere auf der DVD Ein Wiedersehen mit Theo Lingen bei Kinowelt.

### Kritik
Der film-dienst nannte Im Prater blüh’n wieder die Bäume „atmosphärisch streckenweise treffend, annehmbar gespielt, oberflächlich-unterhaltsam inszeniert.“